# Erich von Falkenhayn

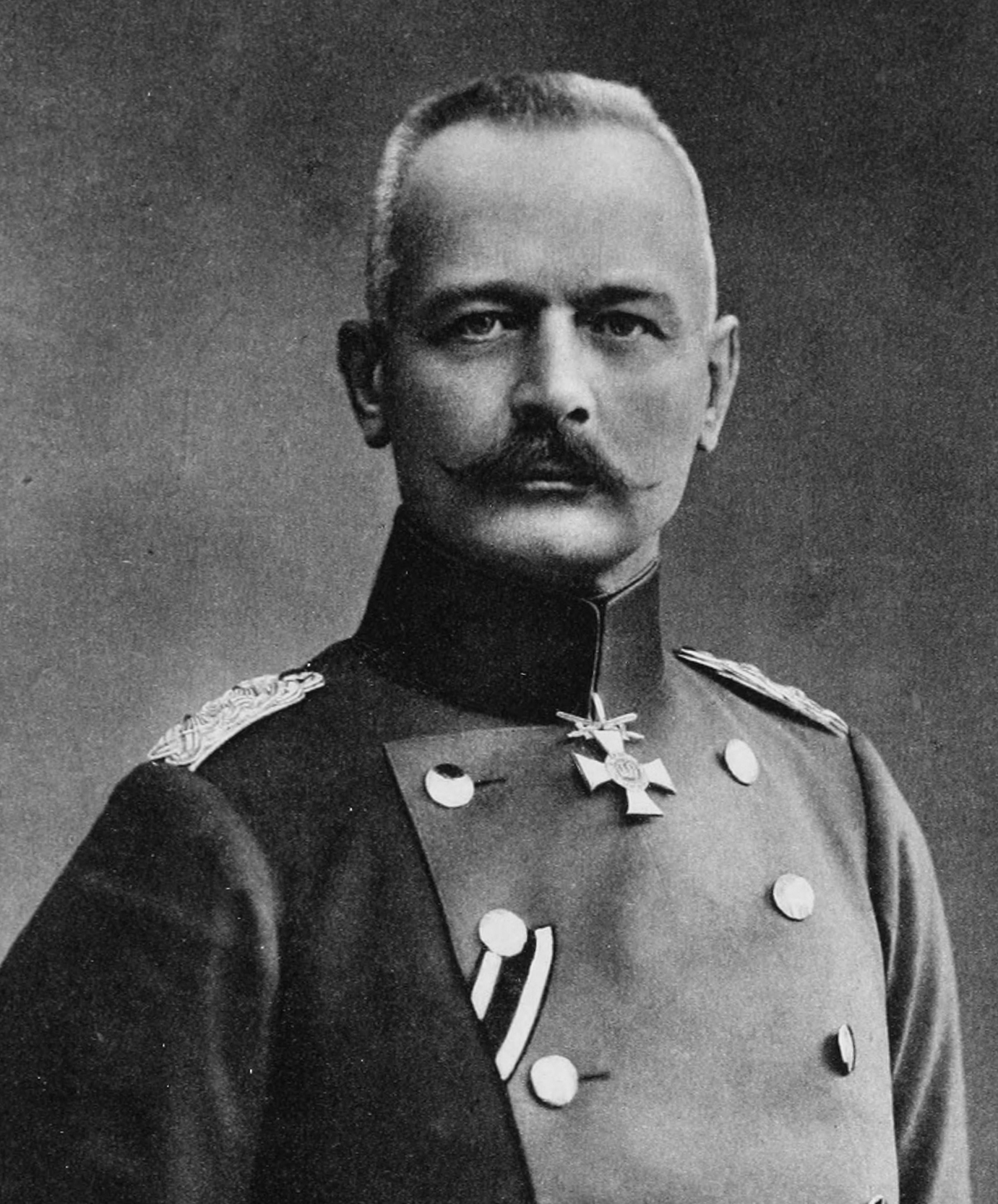
Erich von Falkenhayn

Erich von Falkenhayn (11 tháng 9 năm 1861 - 8 tháng 4 năm 1922) là một trong các chỉ huy quan trọng của quân đội Đức thời Chiến tranh thế giới thứ nhất. Ông được Hoàng đế Wilhelm II chỉ định làm Tổng tham mưu trưởng quân đội Đức vào tháng 9 năm 1914, sau khi tổng tham mưu trưởng cũ là Helmuth von Moltke bị sa thải do thua trận trên sông Marne. Trong thời kỳ cầm quân của Falkenhayn, quân đội Đức thực hiện các cuộc tấn công về eo biển Anh hòng vây diệt quân chủ lực Anh-Pháp trên mặt trận Tây Âu và dứt điểm cuộc chiến vào cuối năm 1914, nhưng bị chặn lại với thương vong lớn cho cả hai phía. Falkenhayn buộc phải chuyển sang chiến lược cầm cự ở Tây Âu và tập trung tấn công tại Đông Âu để loại Nga và Serbia khỏi vòng chiến trong năm 1915. Quân Đức và đồng minh Áo-Hung thắng nhiều trận lớn, loại Serbia khỏi vòng chiến nhưng không hạ được Nga. Cuối năm 1915-1916, Falkenhayn chuyển trọng tâm sang mặt trận phía Tây và phát động chiến dịch Verdun nhằm đánh bại triệt để Pháp. Các cuộc tấn công của quân Đức vào Verdun thất bại, trong lúc đó quân Nga quật khởi phá tan quân Áo-Hung ở Galicia, dẫn tới việc Falkenhayn bị Wilhelm II huyền chức vào tháng 7 năm 1916. Trong 2 năm cuối cuộc chiến, Falkenhayn tham gia chỉ huy lực lượng Đức-Thổ chiến đấu tại Romania, Palestine và Belarus. Ông được phong cấp Thượng tướng Bộ binh Đức năm 1915 và Nguyên soái Thổ Nhĩ Kỳ năm 1917.

## Cuộc đời

### Trước Chiến tranh thế giới thứ nhất
Falkenhayn sinh ra tại làng Burg Belchau, gần thành phố Graudenz (Phổ - Đức), trong một gia đình có truyền thống nhà binh. Năm 1880, Falkenhayn nhập ngũ trong Trung đoàn Bộ binh 91 và từ năm 1899 đến năm 1903, Falkenhayn làm giảng viên quân sự cho quân đội Mãn Thanh (Trung Quốc). Khi chiến tranh xảy ra giữa Trung Quốc với Liên minh tám nước (trong đó có Đức) vào năm 1900-1901, Falkenhayn làm sĩ quan tham mưu trong đội quân liên minh của 8 nước đánh chiếm Bắc Kinh và buộc chính phủ Mãn Thanh phải đầu hàng. Các bản báo cáo của Falkenhayn từ Bắc Kinh đã gây ấn tượng tích cực cho Hoàng đế Đức Wilhelm II và biến Falkenhayn thành một sủng thần của nhà vua. Falkenhayn được thăng tiến nhanh chóng sau cuộc chiến ở Trung Hoa: năm 1902, ông được triệu về nước làm chỉ huy một tiểu đoàn bộ binh, và đến năm 1906 ông lãnh chức Tham mưu trưởng Quân đoàn XVI. Sau đó, Falkenhayn thụ phong cấp hàm Thiếu tướng năm 1912. Do khéo lấy lòng Hoàng đế và các đại thần, Falkenhayn được chỉ định làm Bộ trưởng Chiến tranh Phổ sau khi vượt qua 30 ứng viên cao niên hơn vào năm 1913. Sự thăng tiến này đã làm cho Falkenhayn bị nhiều tướng lĩnh khác đố kỵ, ganh ghét.

### Tổng Tham mưu trưởng quân đội Đức
Sau vụ ám sát thái tử Áo-Hung vào mùa thu năm 1914, Falkenhayn cùng Đại tướng Tổng tham mưu trưởng Helmuth von Moltke và nhiều tướng lĩnh khác ủng hộ Wilhelm II tuyên chiến với nước khối Hiệp ước, mở màn Chiến tranh thế giới thứ nhất. Wilhelm và Moltke triển khai kế hoạch Schlieffen nhằm hạ gục Pháp trong vòng 6 tuần, sau đó dồn quân sang phía đông đánh dứt điểm Nga. Kế hoạch bị phá sản sau khi quân đội Pháp-Anh phản kích đánh lui quân Đức trên sông Marne đầu tháng 9 năm 1914. Do thất bại này, Wilhelm II sa thải Moltke và bổ nhiệm Falkenhayn làm Tổng tham mưu trưởng quân đội Đức vào ngày 14 tháng 9 năm 1914. Falkenhayn lên nhậm chức tổng tham mưu trưởng trong bối cảnh quân Đức trên các mặt trận đang rơi vào bế tắc: ở Tây Âu, quân Đức đã chuyển sang thế phòng ngự trước sự phản công mạnh mẽ của Anh-Pháp, và ở Đông Âu, quân Đức đã đập tan cuộc tấn công của Nga vào Đông Phổ, nhưng đồng minh của Đức là Áo-Hung bị Nga và Serbia đánh thảm bại trong các chiến dịch Galicia và Serbia. Các cuộc phản kích của liên quân Pháp-Anh ở Tây Âu cũng không mấy thành công. Trước cục diện đó, Falkenhayn quyết định xoáy trọng tâm vào mặt trận Tây Âu, thực hiện các cuộc tấn công lớn vào sườn trái quân Anh-Pháp tại Flanders nhằm khôi phục thế chủ động của quân Đức và đánh dứt điểm Pháp, Anh trước khi năm 1914 kết thúc. Các đợt tấn công này đều bị chặn đứng với thương vong rất lớn cho quân đội hai phe
Ngày 20 tháng 1 năm 1915, Falkenhayn được thăng quân hàm Thượng tướng Bộ binh. Tại thời điểm đó, quân đội hai bên đều đã kiệt sức và chuyển sang cầm cự trên mặt trận Tây Âu. Falkenhayn đề ra chiến lược cố thủ tại Tây Âu và tấn công tổng lực tại Đông Âu đặng loại Nga khỏi vòng chiến ngay trong năm 1915. Bằng hàng loạt chiến dịch tấn công quy mô lớn từ đầu tháng 5 đến tháng 9 năm 1915, tiêu biểu là Chiến dịch Gorlice–Tarnów, quân Đức đã chinh phục một vùng lãnh thổ rộng lớn của Nga và loại hơn 2 triệu sĩ quan, binh sĩ Nga khỏi vòng chiến. Sau đó, Falkenhayn huy động 20 sư đoàn Đức-Áo-Hung-Bulgaria tấn công và chinh phục hoàn toàn Serbia trong tháng 10 – 11 năm 1915. Ở phía Tây, quân Đức cũng đẩy lùi các cuộc tấn công của quân Pháp-Anh ở Champagne và Artois. Mặc dù các chiến dịch tại Đông Âu không đạt được mục tiêu chiến lược chính là buộc Nga phải rút khỏi Liên minh Hiệp Ước, Falkenhayn tin rằng các cuộc tấn công này đã khiến Nga suy yếu đến mức họ không còn là một mối đe dọa lớn đối với liên minh Đức-Áo-Hung. Một lần nữa, Falkenhayn chuyển trọng tâm sang chiến trường Tây Âu với hy vọng đạt được một thắng lợi quyết định tại khu vực này vào năm 1916. Falkenhayn xác định Anh là kẻ thù số một của Đức, nhưng ông tin rằng việc đánh bại các đạo quân Anh trên lục địa châu Âu sẽ không thể buộc Anh phải giảng hòa với Đức. Thêm vào đó, quân đội Pháp đã bị tổn thất hết sức nặng nề sau các trận đánh dữ dội năm 1914-1915. Do vậy Falkenhayn quyết định tập trung tấn công quân đội Pháp nhằm loại nước này khỏi vòng chiến trong năm 1916. Với việc Pháp đầu hàng Đức và Nga suy yếu sau những trận thua năm 1914-15, nước Anh sẽ bị cô lập và không còn khả năng tiếp tục chiến tranh. Nhận thấy quân đội Đức không đủ sức đập vỡ phòng tuyến Pháp bằng một trận đánh cơ động, Falkenhayn chủ trương mở một trận đánh tiêu hao lớn nhằm tàn phá sinh lực quân Pháp đến mức họ không còn đủ khả năng tiếp tục chiến tranh. Falkenhayn chọn thành cổ Verdun làm mục tiêu cho trận đánh này. Theo nhận định của ông, Verdun là một địa danh có truyền thống lịch sử hào hùng của Pháp, nên một khi Verdun bị tiến công, quân Pháp sẽ kiên quyết chống trả và vô hình trung tự vùi mình trong biển lửa của pháo binh Đức..
Ngày 21 tháng 2 năm 1916, Falkenhayn triển khai Tập đoàn quân số 5 (Tư lệnh: Thái tử Wilhelm) mở Chiến dịch Verdun. Quân Pháp đã chặn được các đợt tấn công ban đầu của Đức, làm Falkenhayn trở nên do dự không biết nên tiếp tục hay ngừng tấn công. Trung tướng Konstantin Schmidt von Knobelsdorf - Tham mưu trưởng Tập đoàn quân số 5 đã thuyết phục được Falkenhayn kéo dài chiến dịch 5 tháng nữa. Việc quân Đức không chiếm được các cao điểm trên tả ngạn sông Meuse đã đem lại hậu quả tai hại cho họ, do quân Pháp nhanh chóng tập trung các trận địa pháo dày đặc trên các cao điểm đó và mặc sức cày phá các đội hình tấn công của Đức. Phía Đức lại huy động các lực lượng lớn mở nhiều cuộc tấn công ác liệt hòng bức rút pháo binh Pháp khỏi tả ngạn sông Meuse vào tháng 3 – tháng 5. Đúng như Falkenhayn dự đoán, người Pháp đã bám giữ Verdun bằng mọi giá và chịu thiệt hại ghê gớm, nhưng tổn thất của quân Đức cũng không kém là bao. Verdun vẫn đứng vững khi quân đội Nga mở Chiến dịch Brusilov (4 tháng 6 – 20 tháng 9 năm 1916) tiêu diệt quân Áo-Hung ở Galicia, buộc Falkenhayn phải chia quân từ Verdun sang Đông Âu tăng viện cho đồng minh của mình. Đến tháng 7, quân Anh và một bộ phận quân đội Pháp phát động chiến dịch đánh chiếm phòng tuyến quân Đức trên sông Somme, buộc Falkenhayn phải đình chỉ tấn công Verdun và cho Tập đoàn quân số 5 chuyển sang thế phòng ngự. Do sự phá sản của chiến dịch Verdun và sự hồi sinh nhanh chóng của Nga, ngày 29 tháng 8 năm 1916, Wilhelm II bãi chức Falkenhayn và cử Thống chế Paul von Hindenburg làm Tổng tham mưu trưởng quân đội Đức.

### Giai đoạn cuối đời
Sau khi thua trận Verdun, Falkenhayn bị giáng chức làm Tư lệnh Tập đoàn quân số 9 tại Đông Âu, có nhiệm vụ chinh phục Romania - nước vừa mới tuyên chiến với Đức vào tháng 8 năm 1916. Trong chiến dịch xâm chiếm Romania vào tháng 9, Tập đoàn quân 9 đã nhanh chóng đánh chiếm Transylvannia, vượt dãy Karpat và đánh tan quân đội Romania. Tướng Romania đem quân trốn vào đất Nga. Sau đó, Falkenhayn được điều sang Palestine và Tiểu Á nhận chức Tư lệnh Cụm Tập đoàn quân Yildirim của Thổ Nhĩ Kỳ. Ngày 9 tháng 7 năm 1917, Falkenhayn thụ phong quân hàm Nguyên soái Thổ Nhĩ Kỳ. Ngày 30 tháng 10 năm 1917, quân Thổ do Falkenhayn chỉ huy bị quân Anh của tướng Edmund Allenby đánh bại trong trận Gazala lần thứ ba. Do không ngăn được quân Anh chiếm Jerusalem vào tháng 12 năm 1917, Falkenhayn bị thay chức bằng tướng Otto Liman von Sanders vào tháng 2 năm 1918. Falkenhayn trở thành Tư lệnh Tập đoàn quân số 10 tại Belarus cho đến khi Chiến tranh thế giới thứ nhất kết thúc. Năm 1919, ông rời quân ngũ và về sống tại điền trang của mình ở thủ đô Berlin. Trong những ngày cuối đời, Falkenhayn đã viết một số cuốn sách về chiến tranh, chiến lược quân sự và tự truyện của đời mình. Falkenhayn mất ngày 8 tháng 4 năm 1922 tại Schloss Lindstedt gần Potsdam, hưởng thọ 61 tuổi.